# Fabíola da Bélgica
Fabíola Fernanda Maria das Vitórias Antônia Adelaide de Mora e Aragão GCC (Madrid, 11 de junho de 1928 – Laeken, 5 de dezembro de 2014) foi a esposa do rei Balduíno e Rainha Consorte da Bélgica de 1960 até 1993.

## Biografia
Nascida em uma família nobre espanhola, Fabíola foi a terceira filha de dom Gonzalo de Mora y Fernández (1887-1957), marquês de Casa Riera e 2.° conde de Mora, e de sua esposa, dona Blanca de Aragón y Carrillo de Albornoz. O seu nome completo era Fabiola Fernanda Maria de las Victorias Antonia Adelaida de Mora y Aragón. Entre seus irmãos está o actor Jaime de Mora y Aragón (1925-1995). Sua madrinha foi Vitória Eugénia de Battenberg, rainha consorte da Espanha.
Antes de seu casamento, Fabíola publicou doze contos de fadas, Los doce Cuentos maravillosos, dos quais um, Los nenúfares indios, conseguiria seu próprio pavilhão no parque temático de Efteling, nos Países Baixos, em 1966.
Em 15 de dezembro de 1960, dona Fabíola casou-se com Balduíno I, que vinha sendo o rei dos Belgas desde a abdicação de seu pai em 1951. Na cerimónia de casamento na Catedral de São Miguel e Santa Gudula de Bruxelas, ela usou uma tiara "das provincias" que foi um presente do Estado belga para a mãe do noivo, a princesa Astrid da Suécia. Seu vestido de cetim e martas foi criado pelo estilista Cristóbal Balenciaga.
A revista Time, em sua edição de 26 de setembro de 1960, chamou dona Fabíola, que trabalhava como enfermeira de hospital ao casar-se, de "Garota Cinderella" e a descreveu como "uma mulher jovem e atrativa, ainda que sem beleza" e "do tipo de garota que não seguraria um homem". Na ocasião do casamento, os padeiros espanhóis enviaram honras à nova rainha e criaram um pão em sua homenagem, "o fabíola", consumido até hoje em algumas cidades espanholas. Outra homenagem prestada à rainha partiu do explorador Guido Derom, que nomeou uma faixa das Montanhas Árticas (as Montanhas Rainha Fabíola) em sua homenagem em 1960. Há também várias plantas ornamentais nomeadas a partir dela.
O casal real não teve filhos, já que as cinco gravidezes da rainha terminaram em abortos espontâneos. Há rumores, entretanto, de que ela tenha dado à luz uma criança natimorta nos anos 60. Em 2008, ela falou abertamente sobre tais abortos. A 24 de agosto de 1982 recebeu a Grã-Cruz da Ordem Militar de Cristo.
Balduíno I morreu em 1993 e foi sucedido por seu irmão mais novo, o Príncipe de Liège, que se tornou Alberto II. A Rainha Fabíola mudou-se do Castelo Real para o mais modesto Castelo de Stuyvenbergh em 1998, reduzindo o número de suas aparições públicas para não ofuscar sua cunhada, a rainha Paola.
Em seus últimos anos Fabíola enfrentou dificuldades de locomoção devido a uma artrose, que  obrigou a andar apoiada numa bengala e posteriormente a uma cadeira de rodas. Morreu em 5 de dezembro de 2014 em Bruxelas.
Admirada por sua devoção à Igreja Católica e a causas sociais, particularmente aquelas relacionadas com distúrbios mentais e doenças de crianças e mulheres do Terceiro Mundo, a rainha Fabíola recebeu, em 2001, a Medalha Ceres, em reconhecimento por seu trabalho na ajuda a mulheres da zona rural de países em desenvolvimento. A medalha foi dada pela Organização das Nações Unidas para a Alimentação e a Agricultura.
Em 1961, peregrinou a San Sebastián de Garabandal com o seu marido, o Rei Balduíno I da Bélgica, numa atitude que mostra a sua devoção ao catolicismo.
De acordo com fontes oficiais, além do espanhol, Fabíola era fluente em francês, neerlandês, inglês, alemão e italiano.
Fabíola foi também a presidente de honra da Fundação Rei Balduíno.

## Títulos e estilos
- 11 de junho de 1928 — 15 de dezembro de 1960 Dona Fabíola de Mora e Aragão
- 15 de dezembro de 1960 — 31 de julho de 1993 Sua Majestade a Rainha dos Belgas
- 31 de julho de 1993 - 5 dezembro de 2014 Sua Majestade a Rainha Fabíola da Bélgica

## Armas
| Monograma Real Rainha Fabiola da Bélgica | Brasão de Armas da Aliança do Rei Balduíno e da Rainha Fabiola | Escudo de Armas como Dama Gran Cruz da Orden de Isabel Católica | Dual Cypher do Rei Bauduino e Rainha Fabiola dos Belgas | Dual Cypher do Rei Balduíno e da Rainha Fabiola dos Belgas |